# Agapetus salomonis
Agapetus salomonis är en nattsländeart som först beskrevs av Douglas E. Kimmins 1957.  Agapetus salomonis ingår i släktet Agapetus och familjen stenhusnattsländor. Inga underarter finns listade i Catalogue of Life.